# Musei
Musei (sardinsky: Mùsei) je italská obec (comune) v provincii Sud Sardegna v regionu Sardinie. Nachází se ve výšce 119 metrů nad mořem a má přibližně 1 500 obyvatel. Rozloha obce je 20,27 km².